# Tambja brasiliensis
Tambja brasiliensis é uma espécie de lesma-marinha, um nudibrânquio dóride, molusco gastrópode marinho da família Polyceridae.

## Distribuição
A espécie é presente no lado ocidental do Oceano Atlântico sul, tendo sido registrada na costa sudeste do Brasil.

## Descrição
A coloração da superfície dorsal varia de verde a laranja, com minúsculos pontos brancos espalhados pelo corpo. Pontas dos rinóforos e da pluma branquial azuis. Indivíduos ocorrem isolados ou em grupos de até algumas poucas dezenas, especialmente em períodos de acasalamento.